# Landesaufnahme der Ämter Zweibrücken und Kirkel

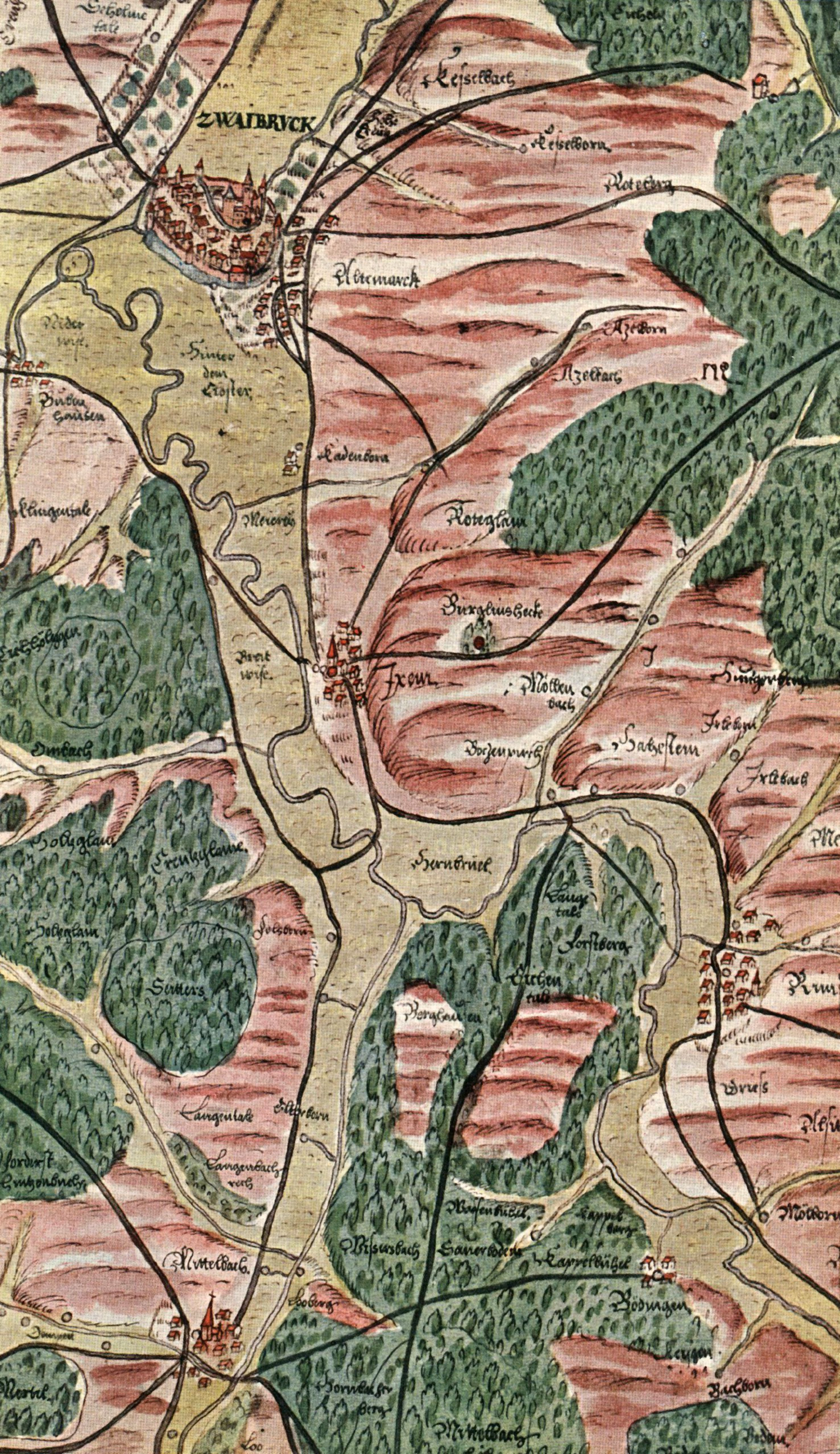
Zweibrücken

Zweibrücken (Ausschnitt)

Die Landesaufnahme der Ämter Zweibrücken und Kirkel ist eine Landesaufnahme von Tilemann Stella. Er erhielt den Auftrag von Herzog Wolfgang von Pfalz-Zweibrücken. Die Vermessungsarbeiten begannen 1563. Das Werk wurde 1564 vollendet. Es besteht aus einer Ämterbeschreibung der pfalz-zweibrückischen Ämter Zweibrücken und Kirkel, einer Übersichtskarte und 16 Einzelblättern.
Der vollständige Titel lautet: „Gründliche und warhafftige beschreibung der baider ambter Zweibrucken und Kirckel wie dieselbigen gelegen sindt mit ihren bezircken und grenitzen innwenndig und auswendig. Item mit gebirgen, wälden, rodtbüschen, gesteuden, hecken, tälen, brunnen, weyern oder wägen, bächen, flüssen und wisen, dessgleichen auch mit allten und nawen dorffschafften und antiquiteten. Gemacht nach der rechten geometrischen art und weis durch Tilemannum Stellam von Sigen.“

## Geschichte
Im Jahr 1563 erhielt der Mathematiker und Geograph Tilemann Stella aus Siegen von Herzog Wolfgang von Pfalz-Zweibrücken und Pfalz-Neuburg den Auftrag, das Zentrum seines Territoriums kartographisch darzustellen, zu besichtigen und zu beschreiben. Der Auftrag umfasste die beiden Ämter Zweibrücken und Kirkel. Nach Stellas Vorrede begann die Arbeit im Gelände am 24. Februar 1563 und endete am 8. November 1563. Dabei wurde 23 Wochen und sechs Tage im Gelände gearbeitet, 12 Wochen und sechs Tage verbuchte er auf das Feiern der Sonntage und der Fastenzeit, An- und Abreisen und Unwetter. Zu seiner Unterstützung begleiteten ihn der Zweibrücker Amtmann und der Zweibrücker Landschreiber und in den Dörfern wurden jeweils die ältesten und geschicktesten Bauern um Auskunft befragt. Stellas ehrgeiziges Programm umfasste zehn von ihm mit allen geographischen Namen zu erfassende und zu beschreibende Klassen:
1. Grenzen, Grenzmarken und Grenzirrungen mit Nachbarterritorien (vermessen wurden 65 Meilen und 67 Schritt, d. h. etwa 379,7 km)
2. Täler (35 „Hauptgründe“, 990 Täler)
3. „Brunnen“ (d. h. Quellen) (1075 Brunnen)
4. Bäche (548 Bäche)
5. Weiher (236 Weiher)
6. Berge (30 Hauptberge, 732 Berge)
7. Wälder (520 Wälder)
8. „Rodbüsche“ (d. h. zur Rodungswirtschaft bestimmte Niederwälder) (1153 Rodbüsche)
9. Wüstungen (61 Wüstungen)
10. Altertümer (nicht nummeriert, die wenigen Funde erzählt Stella dafür etwas breiter)
Die Winterzeit und das darauffolgende Jahr 1564 verwendete Stella auf die Anfertigung der Ämterbeschreibung und des Kartenwerks. Die Ämterbeschreibung vollendete er am 6. Oktober 1564. Etwa zwei Fünftel der Ämterbeschreibung behandeln den Grenzverlauf mit Grenzmarken und Grenzirrungen (Klasse 1). Es folgen Tabellen zu den Klassen 2 bis 9 und eine textliche Beschreibung der Altertümer (Klasse 10). Somit war Stellas Programm vollständig abgehandelt. Die Ämterbeschreibung diente in den folgenden Jahrhunderten der Pfalz-Zweibrücker Verwaltung als amtliches Werk, auf das jedenfalls immer dann zurückgegriffen wurde, wenn Grenzen in Frage gestellt wurden. Die in großer Zahl genannten Toponyme stellen vielfach die Erstnennungen dar; bezüglich der Wüstungen und Altertümer ist Stellas Beschreibung mitunter sogar die einzige Nennung. Von Stella kartiert wurden darüber hinaus das Wegenetz, die Geländeform, 15 Herrschaftswappen und 209 Siedlungen.
Das engstens zugehörige handgezeichnete und kolorierte Kartenwerk trägt bis auf die Jahreszahl „1587“ auf dem Einband kein Datum, wird aber allgemein auf das Jahr 1564 datiert. Nach vereinzelten Angaben aus dem 18. Jahrhundert waren in Zweibrücken Karten oder Skizzen als Arbeitsmittel vorhanden. Das einzige überlieferte Exemplar des Kartenwerks in der Königlichen Bibliothek zu Stockholm mit einer Übersichtskarte im Maßstab 1:100.000 und 16 Karten im Maßstab 1:25.000 ist ein luxuriöses Prachtexemplar für einen Fürsten. Es gehörte wohl zuerst Herzog Wolfgang, dem es gewidmet ist. Die weitere Überlieferung des tadellos erhaltenen Kartenwerks ist unklar, vermutlich wurde es noch 1601 in Zweibrücken verwahrt, da die im Hornbacher Vertrag von 1601 festgesetzte neue Grenzlinie südlich der Stadt Hornbach nachgetragen wurde, gelangte dann wohl im Laufe des 17. Jahrhunderts nach Schweden, vielleicht schon mit Wolfgangs Enkel Johann Kasimir, der am 21. Juni 1615 in Stockholm die Prinzessin Katharina Wasa, die Halbschwester des schwedischen Königs Gustav II. Adolf heiratete, vielleicht unter seinen Nachkommen, den drei Königen von Schweden aus dem Hause Pfalz-Zweibrücken, Karl X. Gustav, Karl XI. und Karl XII. Das Kartenwerk wurde dem Fachpublikum bekannt durch einen Aufsatz des Reichsbibliothekars Erik Wilhelm Dahlgren, der 1914 in schwedischer Sprache und 1924 als Notiz und 1926 im Auszug in deutscher Übersetzung erschien.
Zur Entstehung des Kartenwerks liegen keine Messjournale oder Vorzeichnungen mehr vor. Stellas privater Nachlass ging mit der Bibliothek in Zweibrücken im Jahr 1677 verloren. Aus der Ämterbeschreibung weiß man, dass die Grenze abgeschritten und vermessen wurde, dass Täler und Bäche abgeschritten wurden, um ihre Länge zu ermitteln und dass Wälder und Weiher umschritten wurden, um ihren Umfang und Flächeninhalt zu ermitteln. Die zu Pfalz-Zweibrücken gehörenden Gebiete sind nach Stellas eigenen Vermessungen genau abgebildet, die angrenzenden Fremdterritorien aber nach ungenauen älteren Vorarbeiten; dort sind die Ortslagen und das Gewässernetz teils unrichtig und das Wegenetz ist nur oberflächlich durch Verbindungslinien zwischen den Dörfern angedeutet. Die nicht zu Pfalz-Zweibrücken gehörenden Gebiete werden in anderer, jedoch ähnlicher Farbgebung dargestellt. Das Kartenwerk ist nach magnetisch Nord orientiert und verwendet eine wohlüberlegte und ohne Legende verständliche ästhetisch ansprechende Farbgebung und Signaturensprache. Das Gewässernetz, Grenzen, Orte und Wälder sind sehr genau eingezeichnet und mit einer feinen klaren Schrift beschriftet. Die Karten können im pfalz-zweibrückischen Gebiet bezüglich der heute noch vorhandenen Kirchtürme und Weiherdämme mit der modernen topographischen Karte 1:25.000 gut zur Deckung gebracht werden.
Die Landesaufnahme der Ämter Zweibrücken und Kirkel bildete die Vorlage für ein weiteres Projekt unter Herzog Johann I. von Pfalz-Zweibrücken, die Landesaufnahme des Amtes Lichtenberg durch Tilemann Stellas jüngeren Schwager Johannes Hoffmann in den Jahren von 1585 bis 1588.

## Überlieferung
- (Text):[9]
  - Sigle A*: Handschrift Tilemann Stellas, 1564, nicht überliefert
  - Sigle B: Bayerisches Hauptstaatsarchiv München, GHStA Kasten blau Nr. 387/2, Kopie, vermutlich von 1564, von manchen Autoren als Original bezeichnet
  - Sigle C+: Landesarchiv Speyer, Bestand B 7, Zweibrücker Domanialakten Nr. 1, nach 1564. Kriegsverlust 1945, von Mayerhofer und Kampfmann als Original bezeichnet
  - Sigle D: Landesarchiv Speyer, Bestand B 2, Herzogtum Pfalz-Zweibrücken Akten Nr. 255/1, Kopie um 1730–1750, womöglich 1738
  - Sigle E: Bayerisches Hauptstaatsarchiv München, GHStA Kasten blau Nr. 387/3, Kopie von 1750
- (Karten):
  - Königliche Bibliothek zu Stockholm, 1 Übersichtskarte im Maßstab 1:100.000, 16 Karten im Maßstab 1:25.000. Foliant im originalen Lederband, Einband datiert 1587 Digitalisat

## Ausgaben
- (Text): Tilemann Stella: Gründliche und warhafftige beschreibung der baider ambter Zweibrücken und Kirckel, wie dieselbigen gelegen 1564. Bearbeiter: Eginhard Scharf. Historischer Verein Zweibrücken. Zweibrücken 1993. ISBN 978-3-924171-15-5.
- (Karten): Landesaufnahme der Ämter Zweibrücken und Kirkel des Herzogtums Pfalz-Zweibrücken / Tilemann Stella. Faksimile des handgemalten Kartenwerks von 1564. Mappe mit 1 Titelblatt, 1 Übersichtskarte im Maßstab 1:100.000, 16 Karten im Maßstab 1:25.000. Hrsg.: Landesvermessungsamt Rheinland-Pfalz. Lüneburg, Koblenz 1989, ISBN 978-3-922296-52-2.
- (Zu den Karten): Ruthardt Oehme, Lothar Zögner: Tilemann Stella (1525 - 1589), der Kartograph der Ämter Zweibrücken und Kirkel des Herzogtums Pfalz-Zweibrücken: Leben und Werk zwischen Wittenberg, Mecklenburg und Zweibrücken. Hrsg.: Landesvermessungsamt Rheinland-Pfalz. Koblenz 1989, ISBN 978-3-922296-52-2.